# زنان و مصرف دخانیات

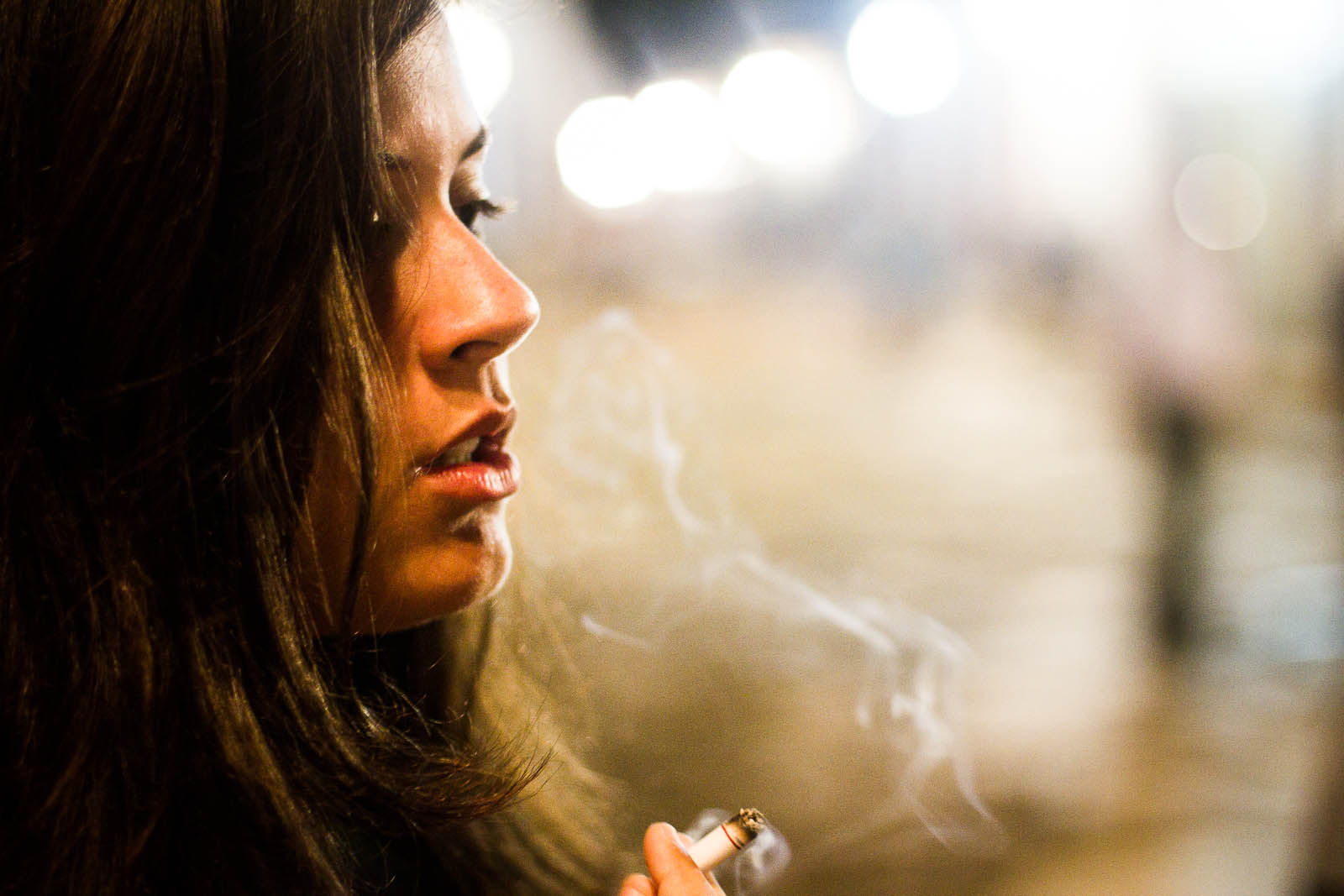
سیگار کشیدن زنان

استعمال دخانیات عملی است که فارغ از نوع جنسیت، با توجه به چگونگی آن، می‌تواند اثرات جدی بر سلامتی انسان بگذارد.
با توجه به آمار سازمان جهانی بهداشت (WHO)، میزان استعمال دخانیات برای مردان و زنان در کشورهای توسعه‌یافته رو به کاهش است ولی در کشورهای در حال توسعه افزایش می‌یابد.

## کشورها و مناطق

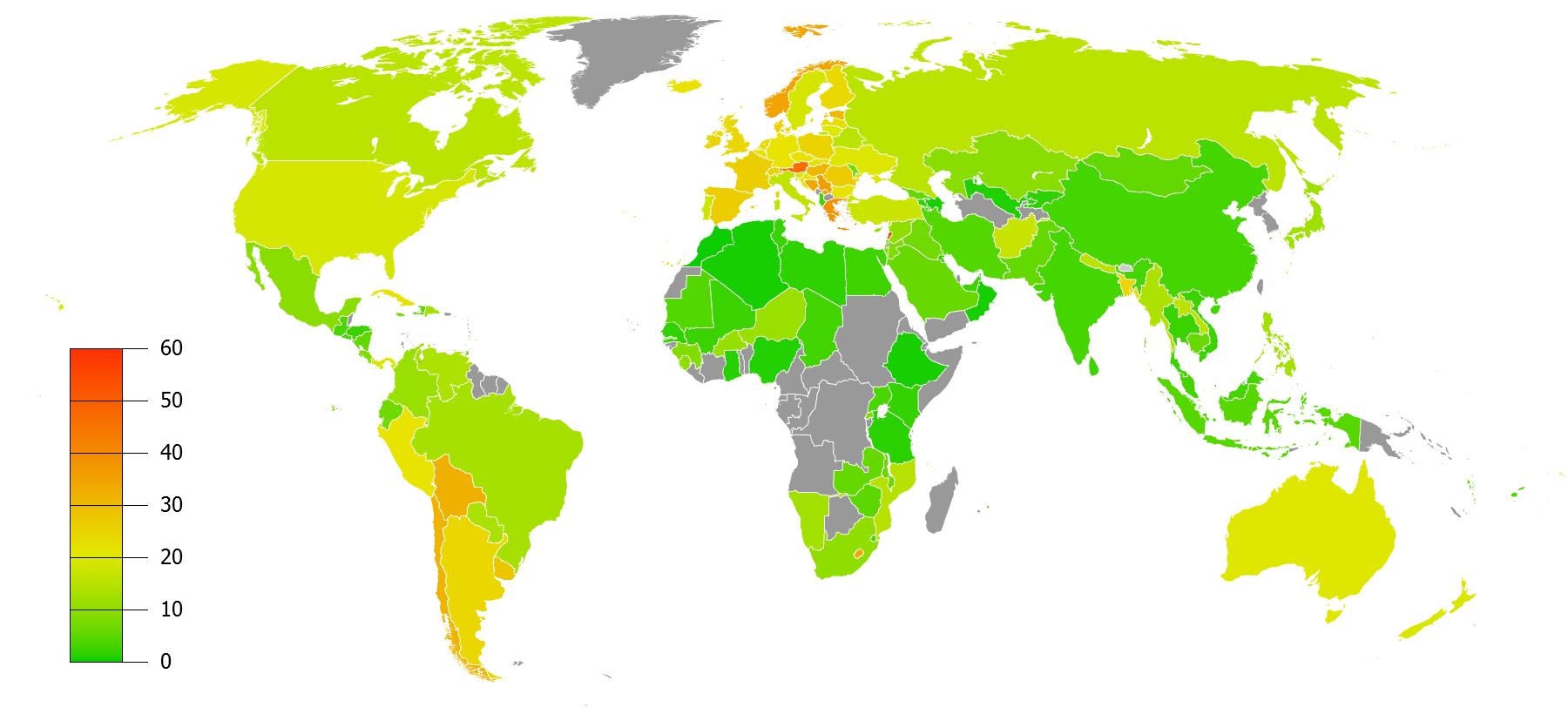
نقشه درصد استعمال سیگار توسط زنان در جهان

### فلسطین

#### ممنوعیت مذهبی در مورد کشیدن سیگار در زنان
در سال ۲۰۱۰، سازمان اسلام‌گرای حماس، زنان را از استعمال قلیان در محیط عمومی منع کرد. سخنگوی وزارت کشور دولت خودگردان در واکنش به این قانون توضیح داد: «نامناسب است که یک زن چهارزانو بنشیند و در ملاعام قلیان بکشد. این به چهره مردم ما آسیب می‌زند.» البته در مدت زمان کوتاهی، این ممنوعیت برداشته شد و زنان برای کشیدن قلیان در مکان‌های معروف مانند کافه‌ها و پارک آبی دیوانه غزه بازگشتند. این پارک‌آبی پس از بسته شدن توسط حماس، در سپتامبر ۲۰۱۰ توسط افراد نقابدار سوزانده شد. کمیته تبلیغ فضیلت و پیشگیری از جرم در نوار غزه، چندین‌بار زنان را به جرم استعمال دخانیات در ملاعام دستگیر کرده‌است.

### ژاپن

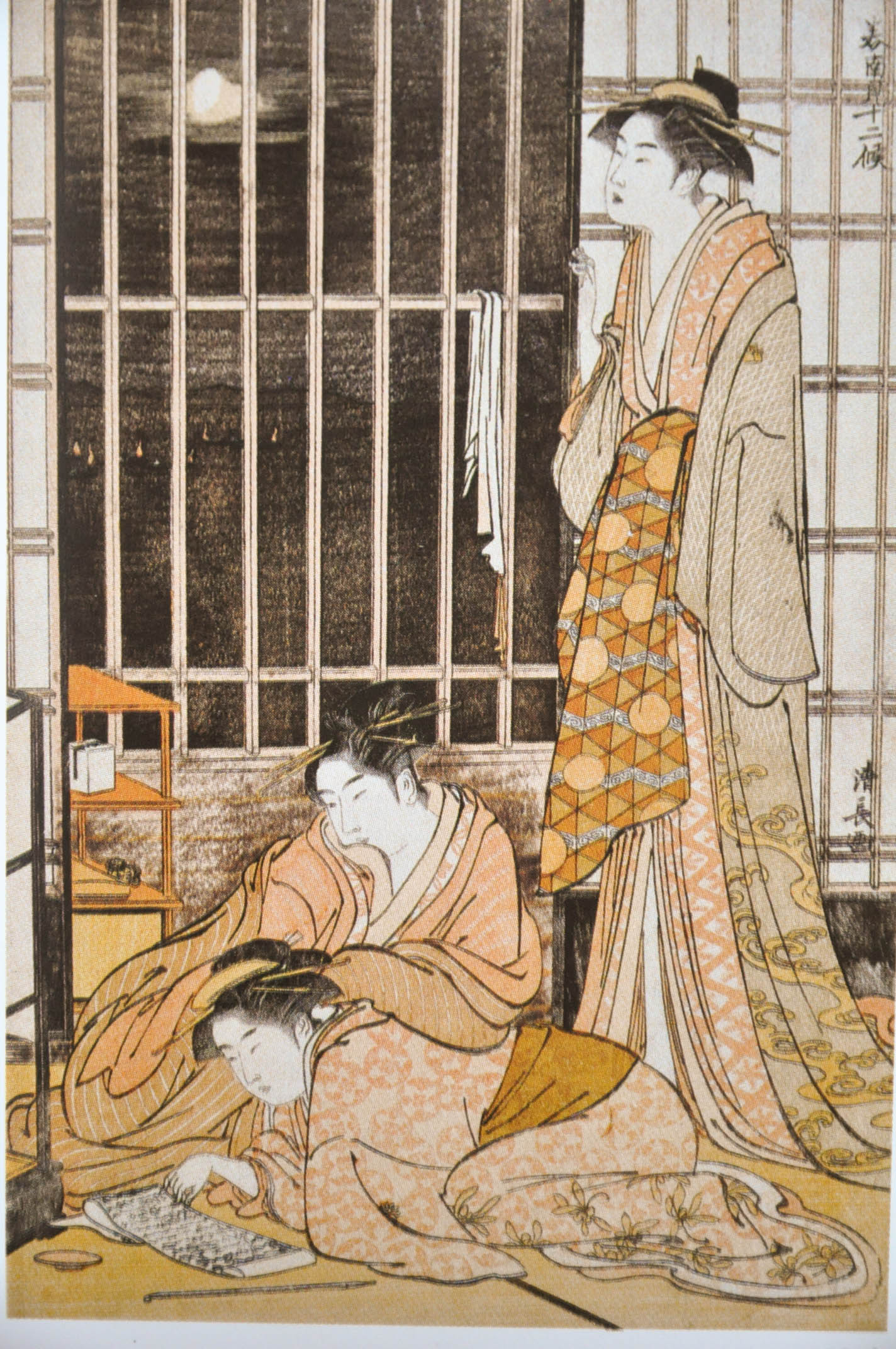
لوله کیسرو در کف فاحشه خانه.

در دوره ادو یا کمی قبل‌تر از آن، توتون به ژاپن آمده بود. در اوایل قرن ۱۹ میلادی، اغلب معتادان به مصرف توتون در ژاپن در میان زنان بودند.

### ایالات متحده آمریکا
صنعت سیگار از سال ۱۹۲۰ در ایالات متحده یک فعالیت تبلیغاتی با هدف قراردادن زنان آغاز کرد. به دلیل جذابیت زنان، این کمپین‌ها با پیشرفت زمان و برجسته‌تر شدن بازاریابی، تهاجمی‌تر می‌شوند. عمل بازاریابی که منحصراً برای زنان انجام می‌شود تا به امروز ادامه یافته و اکنون در سطح جهانی گسترش یافته‌است.
با بازاریابی هدفمند جنسیتی، از جمله بسته‌بندی و شعارها (به ویژه سیگارهای "باریکتر" و "سبکتر") و تبلیغ زنان سیگاری در فیلم‌ها و برنامه‌های تلویزیونی معروف، صنعت دخانیات توانست درصد زنان سیگاری را افزایش دهد. در دهه ۱۹۸۰، صنایع دخانیات ملزم شدند که هشدار پزشک عمومی جراحان را بر روی هر بسته‌بندی از محصولات توتون چاپ کنند. این اتفاق کمی از محبوبیت سیگار میان زنان کاست ولی بعداً بعد از اینکه تبلیغات شرکت‌ها بیشتر شد و بسته‌بندی‌های جذاب‌تری را جایگزین کردند، محبوبیت آنها میان نسل جوان کمی بیشتر شد. امروزه، استعمال دخانیات در مکان‌های عمومی ممنوع شده‌است و این عامل میزان سیگار کشیدن را در ایالات متحده کاهش داده‌است.

#### قبل از دهه ۱۹۲۰

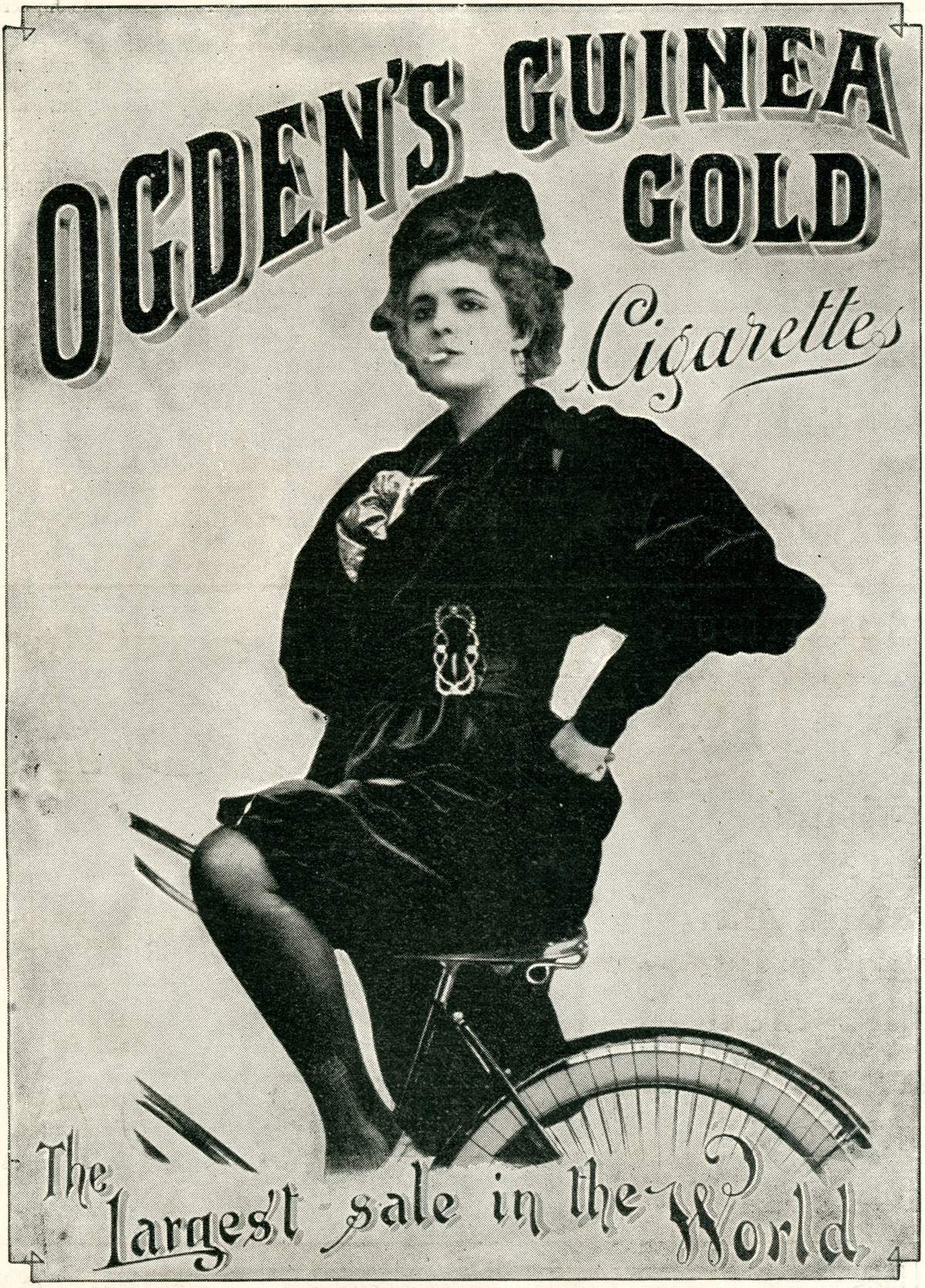
آگهی سیگار در سال ۱۹۰۰ میلادی؛ هدف قرار دادن زنان استراتژی جدیدی نیست

در سال ۱۹۰۸، شورای آلدرمن شهر نیویورک به اتفاق آرا مصوبه ای را تصویب کرد که سیگارکشیدن توسط زنان در انظار عمومی را ممنوع می‌کرد. قوانین دیگری نیز وجود داشت؛ در سال ۱۹۱۱، قانون ضد اعتماد شرمن ، سهام دخانیات را به چندین شرکت مختلف تقسیم کرد و سهم بازار را برای بقای هر شرکت حیاتی کرد. رقابت میان شرکت‌ها، نوآوری‌هایی را در تولید محصول و بازاریابی به وجود آورد و سرانجام به برندها به خواسته ایدئال خود رسیدند.

#### دهه ۱۹۲۰ تا ۱۹۴۰
در اوایل قرن ۲۰ میلادی، جنبش ضد دخانیات عمدتاً متوجه زنان و کودکان بود. سیگار کشیدن به عنوان یک عادت کثیف در نظر گرفته می‌شد و جامعه به‌طور جدی، زنانی که سیگار می‌کشیدند را مورد بی مهری قرار می‌داد. هر چه قرن پیش می‌رفت میل زنان به برابری نیز افزایش می‌یافت. جنبش حق رأی به بسیاری از زنان احساس حق‌خواهی و آزادی می‌داد و صنایع دخانیات از این فرصت برای رشد بازاریابی خود استفاده کردند. شرکت‌های دخانیات در طی جنبش رو به رشد زنان در دهه ۱۹۲۰، برای جلب نظر زنان تبلیغات سیگار خود را آغاز کردند. «مشعل‌های آزادی» عبارتی بود که در موج اول فمینیسم با استفاده ابزاری از آرزوهای زنان برای زندگی بهتر در اوایل قرن بیستم در ایالات متحده، برای تشویق به استعمال دخانیات زنان استفاده شد. سیگار به عنوان نمادهای رهایی و برابری با مردان توصیف شد. این اصطلاح اولین بار توسط پزشک‌روانکاو آبراهام بریل هنگام توصیف میل طبیعی زنان به استعمال سیگار استفاده شد و سپس توسط ادوارد برنایز استفاده شد تا زنان را علی‌رغم تابوهای اجتماعی به سیگار کشیدن در جامعه ترغیب کند. شرکت دخانیات آمریکایی با تبلیغات خود در اعتصابات، شانسش را برای به هدف قرار دادن زنان، امتحان کرد. لاکی استرایک سعی کرد به زنان دلایلی که چرا باید محصولات آنان را استفاده کنند، القا کند. آنها تبلیغاتی را با حضور زنان برجسته ای مانند آملیا ارهارت به کار گرفتند و با نوید دادن بروز اثراتی مانند لاغری به پوچی زنان متوسل شدند. بیشتر تبلیغات همچنین تصویری بی دغدغه و با اعتماد به نفس از زنان را به تصویر می‌کشید که مورد علاقه زن مدرن دهه ۱۹۲۰ بود.

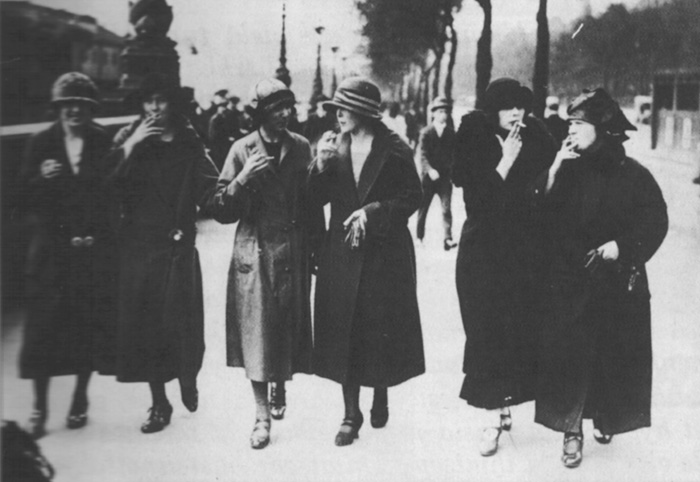
زن‌های فنلاندی درحال استعمال سیگار، سال ۱۹۲۴

کمپانی‌های دیگر کمپین‌های تبلیغاتی موفق شرکت دخانیات آمریکایی را با نسخه‌های خاص خود دنبال کردند. شرکت فیلیپ موریس در سال ۱۹۲۵ سیگارهای مارلبرو را معرفی کرد. مارلبورو به عنوان «ملایم چون شکوفه» تبلیغ شد و حاوی تصاویر زیبا از عاج بود که مورد توجه زنان قرار می‌گرفت. مارک‌های دیگر تبلیغات مشابهی را ارائه می‌کردند که مورد توجه زنان برای زیبایی و سبک قرار می‌گرفت و سیگار را به بخشی جذاب از زندگی بسیاری از زنان تبدیل می‌کرد. تبلیغات مرتبط با زیبایی در میان زنان، بسیار تأثیرگذار و سودآور بود. ترس از افزایش وزن همچنان دلیل اصلی سیگار کشیدن زنان است. این کمپین‌های تبلیغاتی با موفقیت سیگار را به عنوان محصولی با ویژگی‌های خاص از جمله برابری، مستقل بودن، زرق و برق و زیبایی تبلیغ می‌کرد.
در سال ۱۹۲۹ ادوارد برنایس تصمیم گرفت به زنان پول بدهد تا «مشعل‌های آزادی» خود را هنگام راهپیمایی در رژه یکشنبه عید پاک در نیویورک دود کنند. این یک شوک بود زیرا تا آن زمان زنان فقط در مکان‌های خاص مانند در خلوت خانه‌های خود مجاز به سیگار کشیدن بودند. او هنگام انتخاب زنان برای راهپیمایی بسیار محتاط بود زیرا «اگرچه آنها باید زیبا به نظر برسند، اما نباید خیلی مدل باشند». و او عکاسان خود را استخدام کرد تا اطمینان حاصل کند که تصاویر خوبی گرفته شده و سپس در سراسر جهان منتشر شده‌است. روت هیل خواستار پیوستن زنان به راهپیمایی شد و گفت: «زنان! یک مشعل آزادی دیگر روشن کنید! با یک تابوی جنسی دیگر مبارزه کنید!»

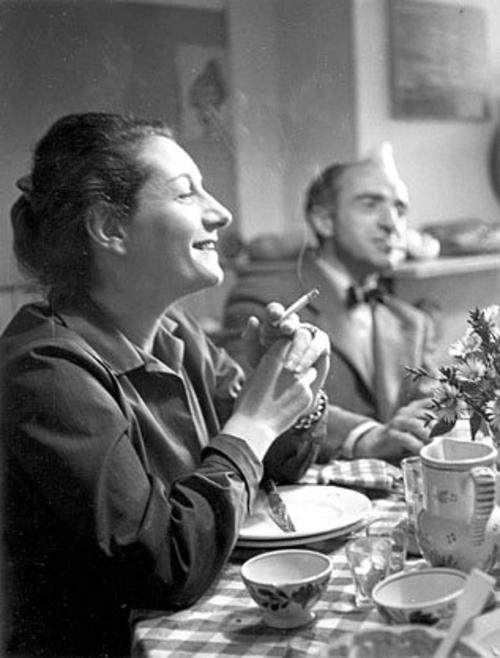
سیگار کشیدن یک زن خانه‌دار در آمستردام

در سال ۱۹۳۴، از ادوارد برنایز خواسته شد تا با اکراه آشکار زنان در خرید سیگار لاکی استرایک برخورد کند زیرا بسته سبز و قرمز آنها با مدهای استاندارد زنانه در تضاد بود. هنگامی که برنایز پیشنهاد تغییر رنگ بسته به رنگی خنثی را داد، جورج واشینگتن هیل، رئیس شرکت دخانیات آمریکایی، با گفتن اینکه قبلاً میلیون‌ها دلار برای تبلیغ بسته هزینه کرده‌است، امتناع کرد. سپس برنایز تلاش کرد تا رنگ سبز را به رنگ مد روز تبدیل کند. محور اصلی تلاش‌های او توپ سبز، یک رویداد اجتماعی در والدورف آستوریا، به میزبانی نارسیسا کاکس وندرلیپ بود. بهانه توپ و متقاضی ناشناس آن این بود که درآمد حاصل از آن به خیریه می‌رسید. زنان جامعه با پوشیدن لباسهای سبز در این مراسم شرکت می‌کردند. به تولیدکنندگان و خرده فروشان پوشاک و لوازم جانبی توصیه می‌شد از رنگ سبز استفاده مؤثری برای تبلیغ محصولات خود کنند. روشنفکران برای سخنرانی‌های تبلیغاتی در مورد زیبایی رنگ سبز به خدمت گرفته شدند.
در تجزیه و تحلیل محتوا از نسخه‌های مجله وگ در آمریکای شمالی و انگلیس، چریل کراسنیک وارش و پنی تینکلر مطالب مربوط به زنان سیگاری را از دهه ۱۹۲۰ تا ۱۹۶۰ بررسی کرده و نتیجه می‌گیرند که این مجله سیگار را با جلوه دادن ویژگی‌های مطلوب نخبه سالاری از طریق مضامین سبک زندگی در فرهنگ نخبگان زن قرار می‌دهد.

#### دهه ۱۹۵۰ تا ۱۹۷۰

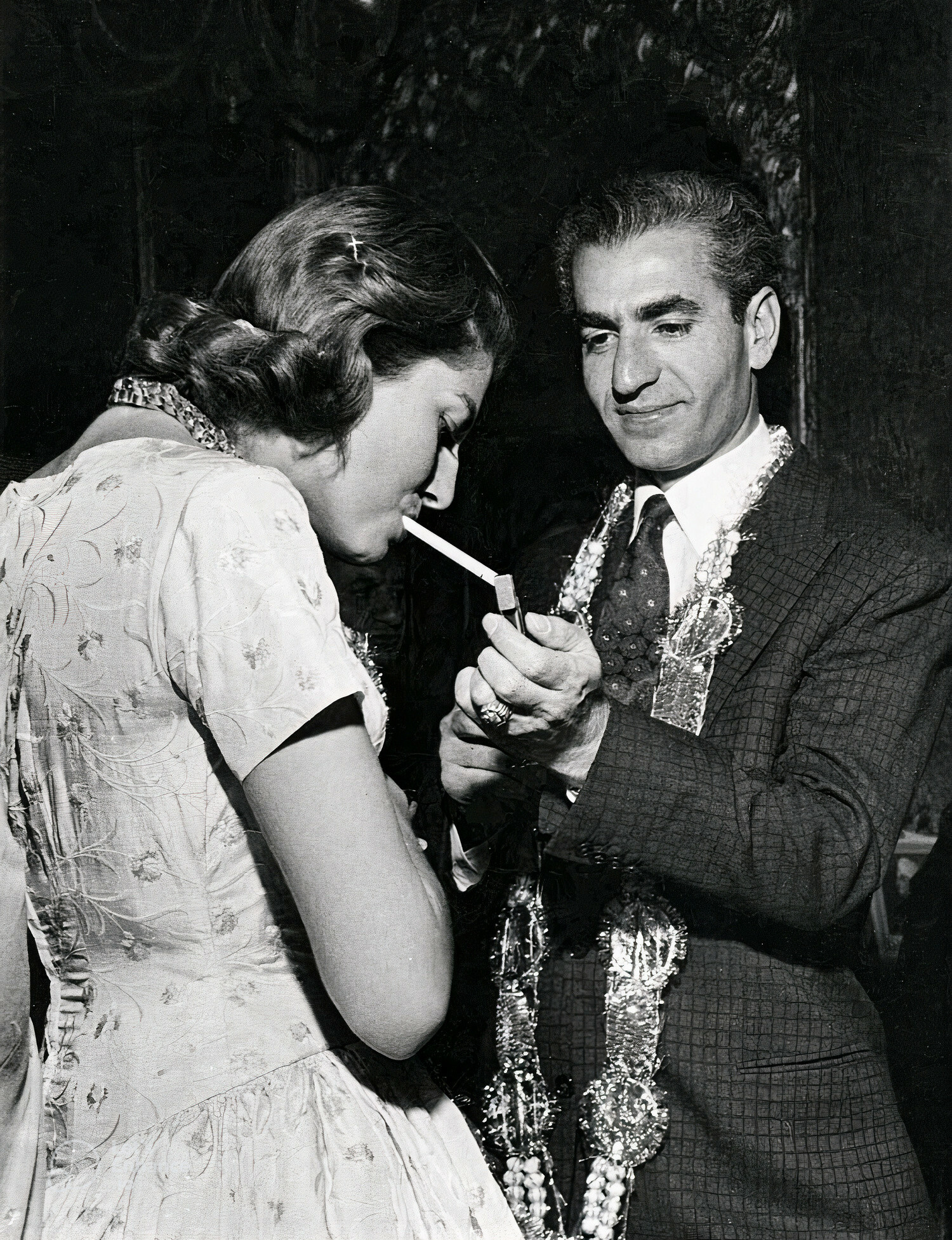
محمدرضا پهلوی در حال روشن کردن سیگار همسر دومش ثریا اسفندیاری، دههٔ ۱۹۵۰ میلادی

اواخر دهه ۱۹۵۰ و اوایل دهه ۱۹۶۰ عصر جدیدی برای برندهای سیگار به وجود آمد. هر برند سیگار جدیدی که در این مدت معرفی شد، مزایای بی نظیر خود را تبلیغ کرد. عمده‌ترین نوآوری جدید در بازاریابی دخانیات، افزودن فیلتر به سیگار بود. فیلترها باعث تصفیه دود سیگار شده و از ورود ذرات معلق مضر تا حدی جلوگیری می‌کند. در دهه ۱۹۵۰ شعار تجاری مارلبرو با معرفی مردان قدرتمند، مانند ورزشکاران و کابوی‌های معروف از سیگار نخبگان به سیگار هر کس تغییر کرد.
دهه ۱۹۵۰ نیز آغازی بر رونق تبلیغات برای شرکت‌های دخانیات بود. تبلیغات با حضور ستاره‌های برجسته سینما و تلویزیون به امری عادی تبدیل شد و شرکت‌های دخانیات نیز شروع به حمایت از نمایش‌های تلویزیونی، نمایش‌های بازی و سایر رسانه‌های گسترده کردند. یکی از محبوب ترین‌ها، حمایت مالی فیلیپ موریس از نمایش عاشقتم لوسی بود. در افتتاحیه دو ستاره نمایش با یک بسته غول پیکر سیگار فیلیپ موریس حضور داشتند.

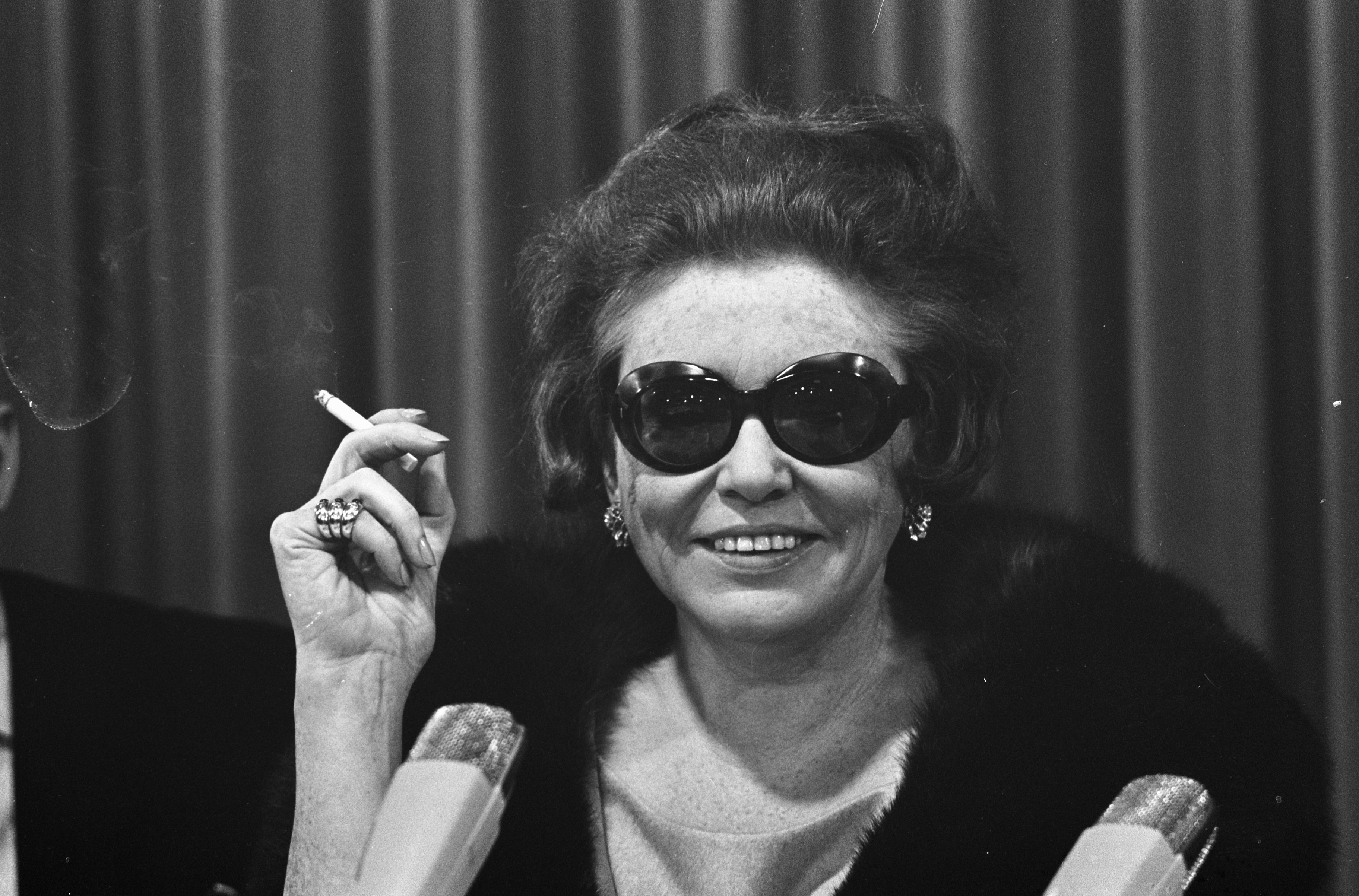
زره لئاندر خواننده و هنرپیشه سوئدی، اکتبر ۱۹۶۷‏

در سال ۱۹۶۵ گزارش شد که ۹٫۳۳ ٪ از زنان آمریکایی سیگار می‌کشند. ویرجینیا اسلیمز در سال ۱۹۶۸ به بازار آمد و از عبارت «شما خیلی راه افتادید عزیزم» استفاده کرد. این اولین سیگاری بود که فقط به عنوان سیگار زنانه به بازار عرضه شد. سیگارها بلندتر، باریک‌تر و در کل شیک تر و زنانه تر بودند. این تبلیغات عکسهایی از زنان پر زرق و برق را نشان می‌داد که در برابر عکسهای زنانی که کارهای معمولی مانند لباسشویی یا کارهای خانه انجام می‌دهند، قرار دارد.
دهه ۱۹۷۰ آغاز تبلیغات تلویزیونی و آغاز تبلیغات چاپی حاوی هشدارهای بهداشتی در مورد خطرات سیگار کشیدن بود. دهه ۱۹۷۰ گزارش‌های تقریباً سالیانه‌ای از مطب جراح عمومی دربارهٔ پیامدهای سلامتی سیگار ارائه می‌داد. در سال ۱۹۷۰، ۵/۳۱ درصد از زنان سیگاری گزارش شده‌اند. شرکت‌های دخانیات از تبلیغات در تلویزیون منع شدند، اما هوشمندانه تمرکز بازار را به سمت حمایت از رویدادهای ورزشی و سرگرمی سوق دادند. در سال ۱۹۷۳، در یک مسابقه تنیس تبلیغات گسترده‌ای برای سیگار با عنوان «نبرد جنسیت‌ها» انجام شد.

#### دهه ۱۹۸۰ تا ۲۰۱۰

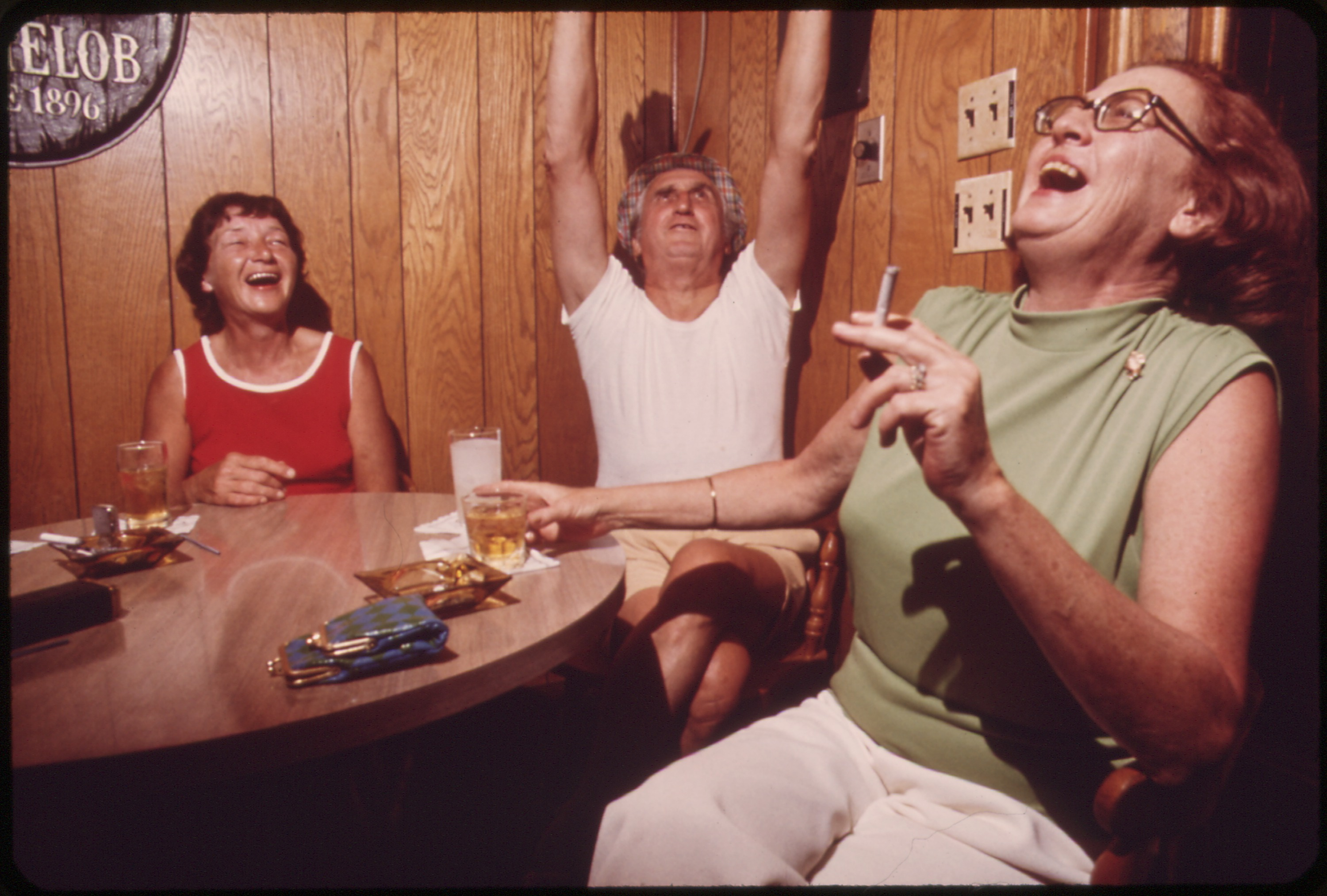
سیگار کشیدن بانوان در مهمانی‌های خصوصی، ژوئن ۱۹۷۳‏

دهه ۱۹۸۰ با اولین گزارش عمومی در مورد پیامدهای بهداشتی سیگار کشیدن برای زنان آغاز شد. این گزارش، تقریباً ۱۵ سال پس از گزارش اولیه جراحان عمومی 1964 و تقریباً شصت سال پس از شروع بازاریابی محصولات دخانی برای زنان توسط شرکت‌های دخانیات ارائه شد. میزان استعمال دخانیات در زنان در سال ۱۹۸۰، ۳٫۲۹ درصد بود.
در سال ۱۹۹۰، میزان سیگار کشیدن زنان با نرخ ۲۲٫۸٪ ادامه داشت که روند نزولی آهسته خود را ادامه داد. تور تنیس ویرجینیا اسلیمز پس از ۲۳ سال موفقیت در سال ۱۹۹۴ به پایان رسید. این تنها یکی از روشهای تبلیغاتی طیفی وسیع بود که در دهه ۱۹۸۰ و ۱۹۹۰ با شروع تغییر جهت احساسات عمومی در مورد سیگار به پایان رسید. دهه ۱۹۹۰ با ادامه محدودیت‌های سیگار کشیدن در مکان‌های عمومی و محل کار همراه بود. اواخر دهه ۱۹۸۰ و ۱۹۹۰ همچنین با افزایش بازاریابی برای نوجوانان و جوانان همراه بود. بسیاری از همان استراتژی‌های بازاریابی که با زنان استفاده می‌شود، با این گروه هدف استفاده شده‌است. تا سال ۱۹۹۸، میزان استعمال دخانیات در زنان به ۲۲٪ کاهش یافته بود.

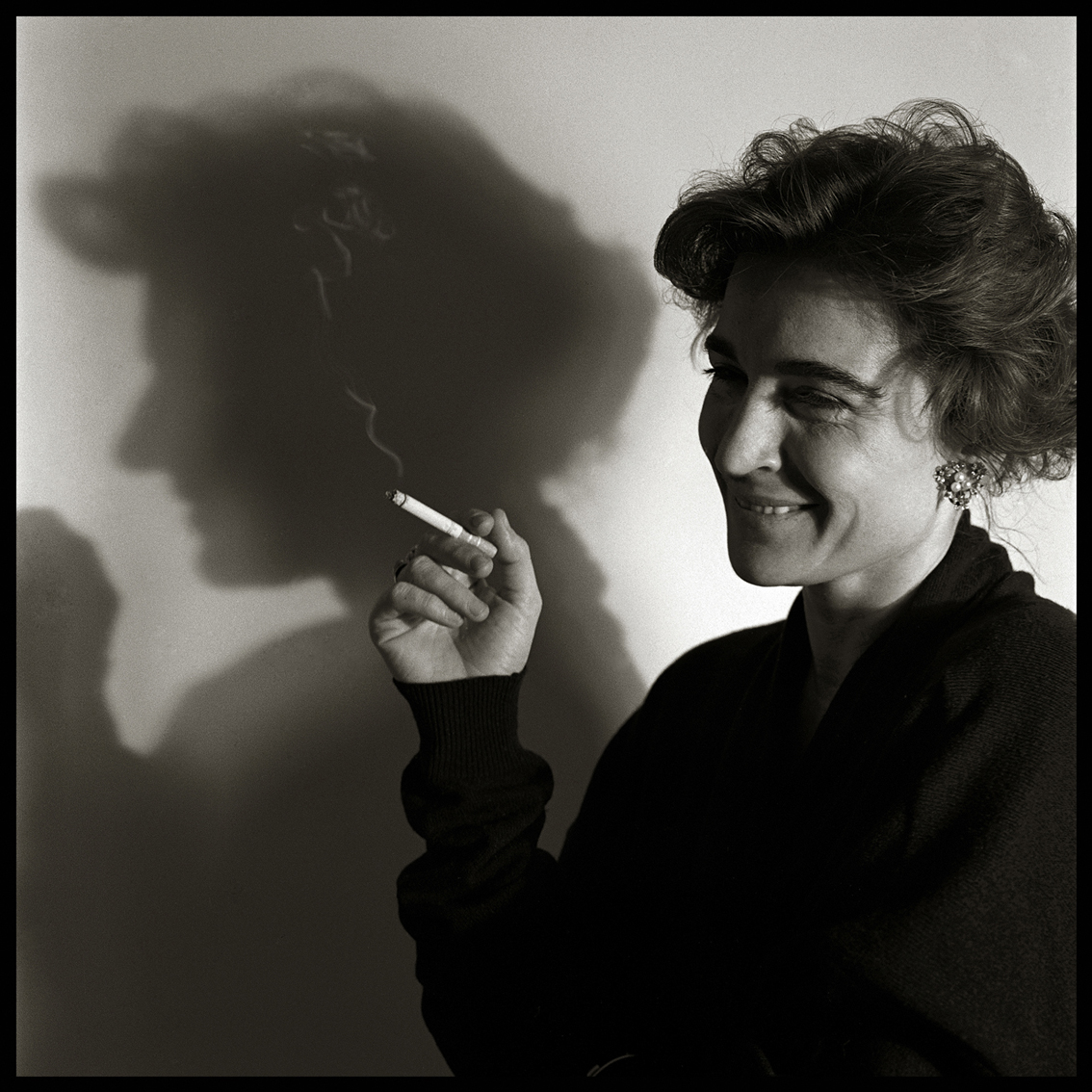
لینا ساستری بازیگر و خواننده ایتالیایی، سال ۱۹۸۷

در آغاز قرن بیست و یکم نرخ استعمال سیگار توسط زنان با میزان ۲۲٫۸٪ بود که در مقایسه با دهه قبل اندکی افزایش داشت. به نظر می‌رسید کمپین‌های تبلیغاتی بسته‌بندی و زبان مدرن تر و پیشرفته تری را ارائه می‌دهند که برای یک جمعیت دموکرات جوان و هیجان انگیز جذاب است. در سال ۲۰۰۱، جدیدترین گزارش جراحان عمومی در مورد زنان و سیگار کشیدن منتشر شد. آر.جی. رینولدز با سیگار خود در سال ۲۰۰۷ وارد بازار زنان شد. بسته‌بندی با طرحی بسیار معمولی ولی در عین حال بسیار زنانه طراحی شد. رنگ صورتی به عنوان یک کنتراست مشخص در بسته‌بندی سیاه و سفید طراحی شده و فضای داخلی بسته‌بندی شده در فویل صورتی است. این سیگارها در انواع سبک و نعنایی فروخته می‌شدند. دهه اول این قرن نیز با مقررات سیگار کشیدن عمومی همراه شده‌است. بسیاری از شهرها، شهرداری‌ها و ایالت‌ها قوانینی را تصویب کردند که سیگار کشیدن را در مکان‌های عمومی، مانند بارها، رستوران‌ها و مجموعه ای از اماکن عمومی دیگر منع می‌کند. این یک پدیده رو به رشد است که به کاهش میزان استعمال دخانیات در ایالات متحده کمک می‌کند. میزان کلی مصرف سیگار در ایالات متحده از حدود ۴۶ درصد در سال ۱۹۵۰ به حدود ۲۱ درصد در سال ۲۰۰۴ کاهش یافته‌است. میزان سیگار کشیدن در طول سال‌های ۲۰۰۰ و ۲۰۱۰ به آرامی کاهش یافت. تا سال ۲۰۱۷ درصد سیگاری‌های فعلی به ۱۴٫۰٪ کاهش یافته و نسبت افراد ترک کرده افزایش یافته‌است.

## اثرات دخانیات بر سلامتی

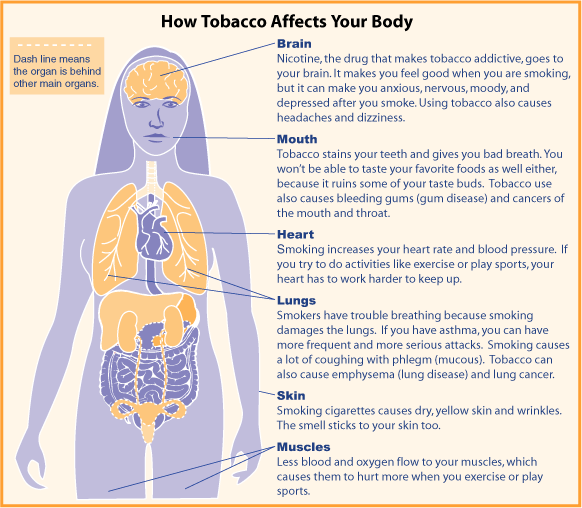
بنر «چگونه توتون و تنباکو بر بدن شما تأثیر می‌گذارد»

طبق تحقیقات مرکز کنترل و پیشگیری از بیماری، استعمال دخانیات دلیل اصلی مرگ قابل پیشگیری در ایالات متحده است و هزینه‌های اقتصادی قابل توجهی را به جامعه تحمیل می‌کند. در طی سالهای ۱۹۹۵ تا ۱۹۹۹، سیگار کشیدن منجر به تقریباً ۴۴۰٬۰۰۰ مرگ زودرس در سال و حدود ۱۵۷ میلیارد دلار خسارت اقتصادی مرتبط با سلامتی شد. سیگار کشیدن باعث ایجاد خطرات بسیاری برای سلامتی می‌شود. به عنوان مثال، استعمال سیگار عامل اصلی تقریباً یک سوم کل سرطان‌ها است.
۹۰ درصد موارد سرطان ریه، باعث بیماری‌های ریوی مانند برونشیت مزمن و آمفیزم می‌شود.
همچنین خطر بیماری‌های قلبی، از جمله سکته مغزی، حمله قلبی، بیماری عروقی و آنوریسم را افزایش می‌دهد. سایر عواقب سیگار کشیدن شامل افزایش خطر آب مروارید، کاهش سطح آنتی‌اکسیدان‌ها، به ویژه ویتامین C، افزایش التهاب و پریودنتیت است.

## تفاوت‌های جنسیتی و اثرات بهداشتی منحصر به فرد برای زنان

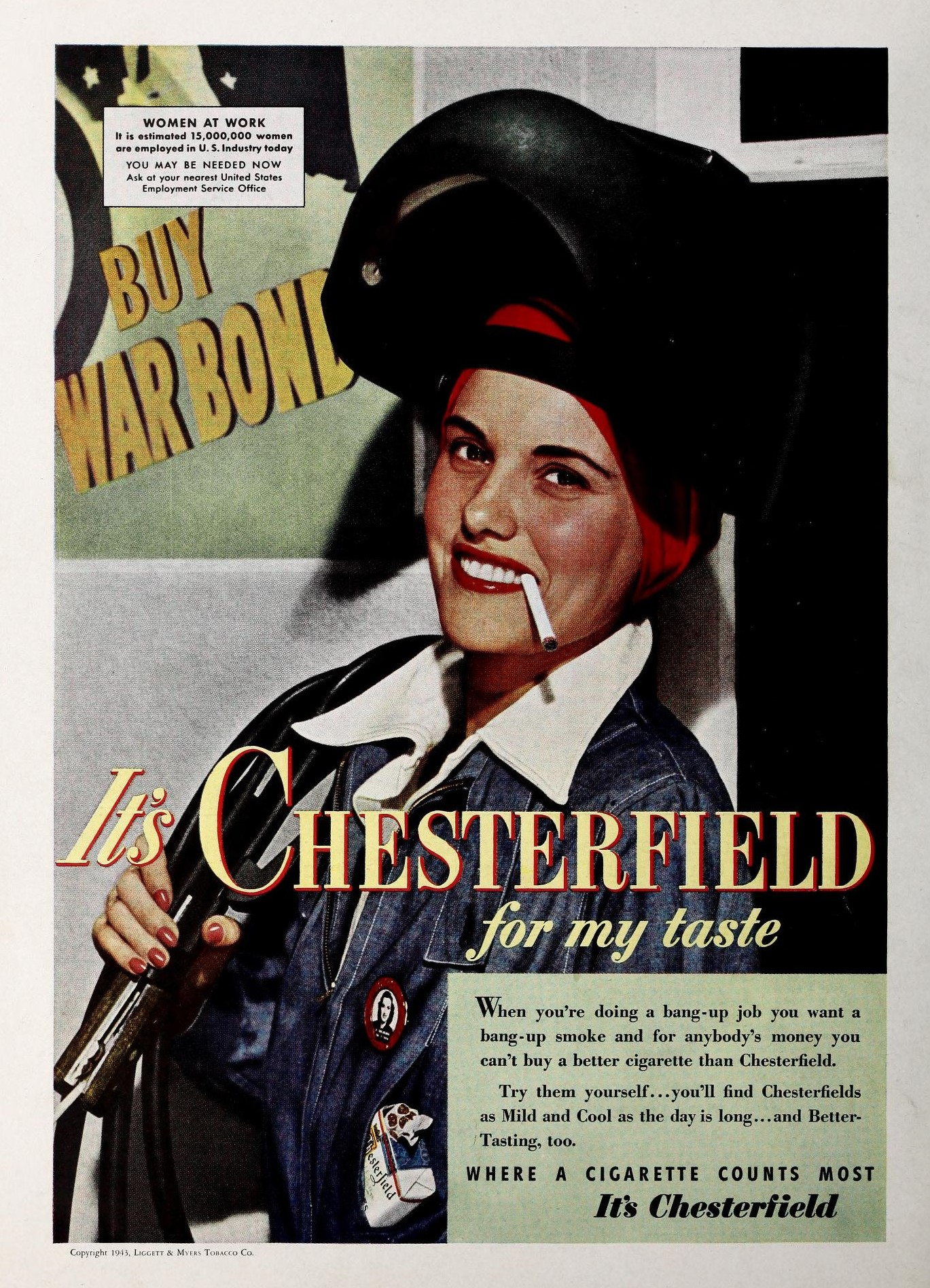
پوستر تبلیغ سیگار برند چسترفیلد، ۱۹۴۳

در ایالات متحده آمریکا، اگرچه میزان مصرف عمومی سیگار در حال کاهش است «۲۴٫۱٪ در ۱۹۹۸ به ۲۰٫۶٪ در ۲۰۰۸» ولی در مردان نیز نرخ بالاتری وجود دارد.
پیامدهای جنسیتی بهداشت نشان می‌دهد که با وجود درصد پایین زنان سیگاری، آنان در وضعیت بدتری قرار دارند؛ چرا که امید به زندگی در زنان سیگاری کمتر از مردان سیگاری است. در سال ۲۰۰۸، شیوع استعمال دخانیات در مردان (۲۳٪) از زنان (۱۸٫۳٪) بیشتر بود.
با این حال به نظر می‌رسد که شکاف جنسیتی در حال کاهش است. به‌طور میانگین، در حالی که یک مرد بالغ ۱۳٫۲ سال به دلیل سیگار کشیدن از دست می‌دهد، یک سیگاری زن بالغ ۱۴٫۵ سال زندگی خود را از دست می‌دهد. این کاهش امید به زندگی در مردان سیگاری تفاوت جنسیتی در امید به زندگی را به‌طور کلی نشان می‌دهد. با این حال، وقتی صحبت از افراد سیگاری می‌شود، مردان معمولاً بیشتر از زنان سیگار می‌کشند.
سیگار کشیدن به عنوان دلیل اصلی به بیشتر موارد سرطان ریه نسبت داده می‌شود. با گذشت سالها میزان مرگ و میر ناشی از سرطان ریه در زنان به طرز چشمگیری افزایش یافته‌است. در سال ۱۹۸۷، میزان ابتلا به سرطان ریه از سرطان پستان پیشی گرفت و به دلیل اصلی مرگ بر اثر سرطان در زنان ایالات متحده تبدیل شد. در حال حاضر سیگار کشیدن ۸۰٪ از مرگ‌های ناشی از سرطان ریه را به طور خاص در میان زنان تشکیل می‌دهد. اگرچه مبارزات واضح تری برای جمع آوری بودجه برای تحقیقات درمورد سرطان پستان و درمان احتمالی آن انجام شده‌است اما زنان بیشتری از سرطان ریه می‌میرند. در بررسی جنبه‌های دیگر سیستم تنفسی، بیماری انسداد مزمن ریوی (COPD) مسئله اصلی دیگر در میان زنان سیگاری است. خطر ابتلا به COPD با مقدار و مدت زمان آن افزایش می‌یابد و سیگار کشیدن ۹۰ درصد از مرگ و میرهای ناشی از COPD را تشکیل می‌دهد.

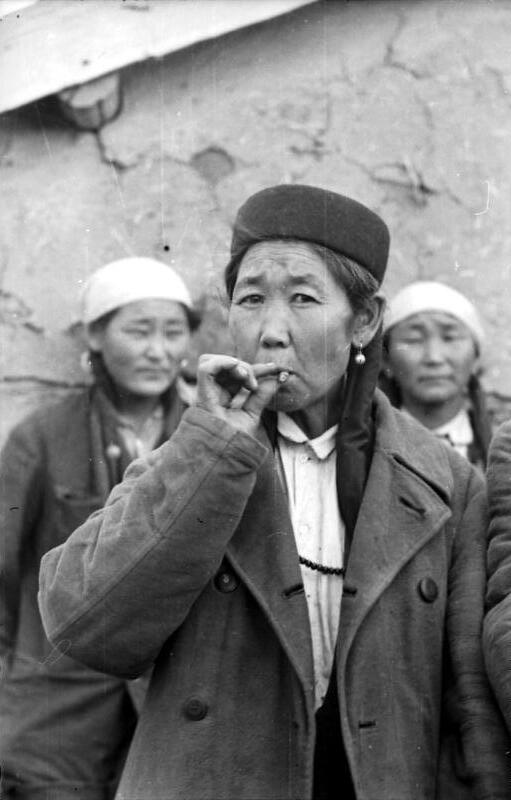
سیگار کشیدن یک زن آسیایی اهل شوروی، ژوئن ۱۹۴۲‏

اثرات سیگار کشیدن بر سلامت قلب و عروق زنان تفاوت‌های جنسی بیشتری را نشان می‌دهد. بیماری‌های قلبی همچنان علت اصلی مرگ و میر در سراسر آمریکا هستند و یکی از عوامل خطرزای آن سیگار کشیدن است. استعمال سیگار در زنان، استروژن و لیپوپروتئین‌های با چگالی بالا را کاهش می‌دهد که از انسداد شریان‌ها جلوگیری می‌کند ولی برای بسیاری از زنان، تأثیرات سیگار بر سلامت قلب بعداً در زندگی آشکار می‌شود. در میان زنان سیگاری، احتمال مرگ در اثر بیماری قلبی یا سرطان ریه از ۴۰ سالگی به بعد از مرگ در اثر سرطان پستان بیشتر است و این حداقل پس از ۵۵ سالگی حداقل ۵ برابر است. این عادت زمانی بسیار مهم می‌شود که زنان از داروهای جلوگیری از بارداری نیز استفاده می‌کنند زیرا این دو با همخوانی احتمال سکته یا حمله قلبی را در زنان افزایش می‌دهد.
هنگام مشاهده زنان مسن، تحقیقات نشان داده‌است که کسانی که در مرحله یائسگی سیگار می‌کشند، در مقایسه با افراد غیر سیگاری خود، دارای تراکم استخوان پایین‌تر و شکستگی‌های مفصل ران بیشتر هستند. برای گروه زنان جوانتر، در طی مراحل تولید مثل، سیگار کشیدن بر سلامت باروری و همچنین نتایج بارداری تأثیر می‌گذارد. تحقیقات نشان داده‌است که سیگار کشیدن بارداری را برای زنان دشوارتر می‌کند و همچنین می‌تواند منجر به ناباروری شود. زنانی که در دوران بارداری سیگار می‌کشند، احتمال زایمان زودرس و نوزادانی با وزن کم را افزایش می‌دهند. یکی از بسیاری از تأثیرات جدی که روی خود جنین وجود دارد، سندرم مرگ ناگهانی نوزاد (SIDS) است. مطالعات نشان داده‌است که نوزادان مادرانی که در حین و بعد از بارداری سیگار می‌کشند ۳ تا ۴ برابر بیشتر از نوزادان تا مادرانی که سیگار نمی‌کشند، در اثر سندرم مرگ ناگهانی نوزاد (SIDS) می‌میرند. سیگار کشیدن در دوران بارداری همچنین می‌تواند باعث تولد نوزاد مرده، زایمان زودرس و جدا شدن جفت شود.

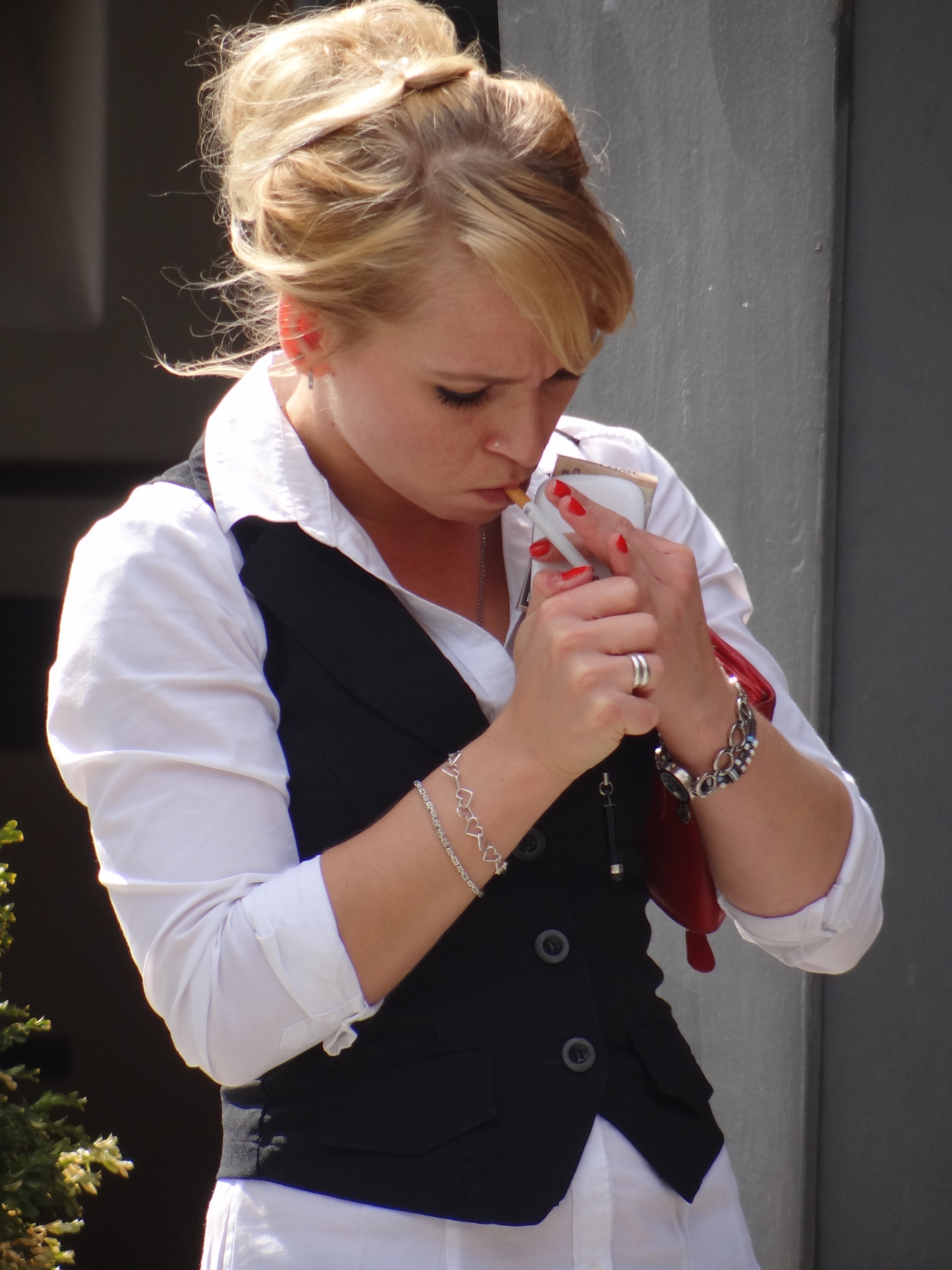
یک زن جوان درحال روشن کردن سیگار در برلین شرقی

همزمان با کاهش سطح استعمال دخانیات در کشورهای پیشرفته، آمار فروش آنها در کشورهای در حال توسعه در حال افزایش است. تولیدکنندگان عمده سیگار در مدت ۳۵ سال اخیر تعداد سیگارهای صادراتی را بیش از سه برابر کرده‌اند. شرکت‌های دخانیات از استراتژی‌های مشابهی برای جذب زنان در کشورهای دیگر استفاده می‌کنند که در اوایل، برای جذب زنان آمریکایی استفاده می‌کردند. ارائه تبلیغات جذاب در آسیا که سیگارها را به عنوان توانمند کننده و آزادی‌بخش برای زنان سیگاری به تصویر می‌کشد که تمام تلاش خود را می‌کنند تا حد امکان غربی باشند. ممنوعیت استعمال دخانیات در ایالات متحده در سراسر جهان اتفاق می‌افتد. در کشورهای دیگر (مانند ایالات متحده)، تولیدکنندگان دخانیات با حمایت از رویدادها، تأیید خرده فروشی و تبلیغات در بازارهای جایگزین مانند کانال‌های تلویزیونی ماهواره ای، محدودیت‌های تبلیغاتی را دور می‌زنند. این روش‌ها برای صنعت دخانیات کاملاً موفق به اثبات رسیده‌اند. غالباً، در بازار جهانی روندها به سمت زن شدن بیشتر بازار در آینده است، اما مطمئناً زمان مشخص خواهد شد.
هنگام بحث در مورد سیگار کشیدن در میان زنان، توجه به این واقعیت نیز ضروری است که سیگار کشیدن و به‌طور کلی مصرف دخانیات، موضوعی جهانی است که محدود به مرزهای جهان غرب نیست. سازمان جهانی بهداشت (WHO) تفاوت فاحش بین زنان در مکان‌های مختلف جغرافیایی را بیان می‌کند. طبق آمار این سازمان، ۲۲ درصد از زنان در کشورهای پیشرفته و ۹ درصد از زنان در کشورهای در حال توسعه دخانیات مصرف می‌کنند". با این حال، از نظر عددی تعداد زنان در کشورهای در حال توسعه می‌تواند بیشتر باشد.